# Маги и странники
«Маги и странники» (дзонг-кэ ཆང་ཧུབ་ཐེངས་གཅིག་གི་འཁྲུལ་སྣང, англ. Travellers and Magicians) — фильм режиссёра Кхьенце Норбу, буддийского ламы и тулку, также известного как Дзонгсар Кхьенце Ринпоче, 2003 года. Это первый полнометражный художественный фильм, целиком снимавшийся на территории королевства Бутан.

## Сюжет
Действие фильма происходит в Бутане. Молодой чиновник по имени Дондуп, сходящий с ума по Америке, недавно приехал из крупного города на службу в маленькую, хотя и очень живописную деревеньку. Его совершенно не интересуют деревенские развлечения вроде соревнований по стрельбе из лука, и он мечтает уехать в Америку, получив визу с помощью своего знакомого в американском посольстве. Для этого ему нужно побыстрее попасть в Тхимпху, но он опаздывает на автобус, не может поймать машину и вынужден отправиться пешком. В пути он встречает торговца с полной корзиной яблок, монаха, путешествующего в Тхимпху на праздник Цечу, пьяницу и овдовевшего продавца рисовой бумаги вместе с его красивой юной дочерью Сонам.
Чтобы путники не скучали, на привалах монах рассказывает им историю о двух братьях. Старший из братьев был отдан обучаться колдовству, но совершенно не хотел учиться, и как и Дондуп, мечтал о дальних странах. Младший же был обязан помогать по хозяйству, в то время как хотел стать колдуном. Однажды Таши отдыхал с братом в поле, и выпив чанга, захотел объездить их новую лошадь, но не справился с ней, и она унесла его неизвестно куда. Заблудившись, Таши добрёл до одинокого дома в лесу, в котором жил старик-дровосек Агай с красавицей-женой Деки. Оставшись, чтобы вылечить пораненную ногу, Таши влюбляется в Деки, и их страсть привела к беременности. Опасаясь гнева Агая, любовники попытались его отравить. Но так как Таши никогда не учился как следует, он оказался не в состоянии даже приготовить хороший яд. После того, как отравленный Агай три дня простонал в своей постели, всё никак не умирая, Таши, в страхе, что он выздоровеет и отомстит ему, убежал. Деки побежала вслед за Таши, крича и уговаривая его вернуться, а затем в отчаянии бросилась в горную реку.
В конце концов оказывается, что всё это лишь привиделось Таши под воздействием чанга.
Атмосфера истории, рассказанной монахом, полная зависти, страсти и ревности, контрастирует с атмосферой вынужденного путешествия Дондупа, полной добра и дружелюбия. Он привязывается к юной прекрасной Сонам, и уже не торопится попасть в Тхимпху, чтобы навсегда уехать в Америку. В конце фильма непонятно, уедет ли Дондуп в конце концов, или решит вернуться, но очевидно, что путешествие изменило его отношение к жизни.

## В ролях
| Актёр              | Роль   |
| ------------------ | ------ |
| Цхеванг Дендуп     | Дондуп |
| Сонам Лхамо        | Сонам  |
| Лхакпа Дорджи      | Таши   |
| Деки Яндзом        | Деки   |
| Лхакпа Сонам Кинга | Монах  |

## Художественные особенности
Как и в предыдущем фильме Кхьенце Норбу «Кубок», кроме Цхеванга Дендупа (известного на радио актёра), в фильме нет профессиональных актёров. Набор производился среди всех слоёв населения — крестьян, школьников, сотрудников Вещательной Службы Бутана, Королевской Стражи и правительства Бутана. Многие решения, включая решение о дате выпуска фильма, принимались с помощью традиционного гадания Мо.
По словам режиссёра, история Дондупа была навеяна рассказом Ясунари Кавабата «Танцовщица из Идзу», повествующим о группе путешественников и школьнике, влюбляющемся в танцовщицу. История Таши имеет в основе буддийскую сказку о двух братьях, один из которых хотел стать колдуном.
Фильм изображает традиционную бутанскую культуру, отражает традиционные особенности бутанского фольклора.
В фильме использован традиционный способ повествования — рассказ в рассказе. В данном случае имеется даже три уровня — воображаемый мир Таши вложен в рассказ монаха, который повествуется во время путешествия. В фильме используется как традиционная музыка (монах играет на даньене), так и современная (рок-музыка, которая доносится из магнитофона Дондупа).

## Награды
- Приз зрительских симпатий на Фестивале азиатского кино в Довиле
- Приз лучшему начинающему режиссёру на Азиатско-американском международном кинофестивале

## Интересные факты
- Гомчен Пенджор, исполнявший роль Агая, в реальности работающий антикваром, исчез на несколько дней во время съёмок. Поэтому сцену смерти его героя не показали, а вместо этого обошлись стонами, раздающимися из хижины.[источник не указан 4480 дней]